# SG Wattenscheid 09
Maillots
Le SG Wattenscheid 09 est un club de football allemand basé à Bochum dans le quartier de Wattenscheid. Le club évolue en Regionalliga Ouest jusqu'en 2020.

## Historique
- 1909 : fondation du club sous le nom de BV 1909 Wattenscheid
- 1919 : fusion avec le TV 1901 Wattenscheid en Turn-und BV 1901 Wattenscheid
- 1923 : révocation de la fusion, le club reprit son ancien nom
- 1934 : fusion avec le SG 1930 Wattenscheid en SG 09/30 Wattenscheid
- 1945 : le club est renommé SG Wattenscheid 09
- 1990 : 1re participation à la Bundesliga (saison 1990/91)
- 1995 : relégation en 2.Bundesliga
- 1997 : relégation en 3e division, le club remontera en 2.Bundesliga en fin de saison.
- 2000 : nouvelle relégation en 3e division puis chute jusqu'au 5e niveau en 2021.

## Anciens joueurs
- Thorsten Fink
- Hamit Altıntop
- Leroy Sané